# Валдрада от Вормс
Валдрада от Вормс (Вилтруд) (на немски: Waldrada von Worms, Wiltrud von Orléans, Wialdrudt, Wialdruth; * ок. 785/801) от род Геролдони е графиня на Орлеан и чрез женитба графиня във Вормсгау и Оберрейнгау. Тя е прародител на Капетингите и баба на двамата крале на Западното франкско кралство Одо (упр. 888 – 898) и Робер I (упр. (922 – 923).
Тя е дъщеря наследничка на граф Адриан от Орлеан († пр. 821/822) и съпругата му Валдрада († сл. 824). Тя е сестра на Одо Орлеански и племенница на Хилдегард, съпругата на Карл Велики и майка на Лудвиг Благочестиви. Тя наследява богата собственост в Орлеан, която през 840 г. служи за издигането на нейния син Роберт Силни.
Нейният съпруг Роберт III (Рутперт III) фон Вормс умира 834 г. и тя заедно със син им Гунтрам прави за успокоение на душата му дарение на абатството Лорш.

## Фамилия
Валдрада (Вилтруд) се омъжва 808 г. за граф Роберт III (Рутперт III) фон Вормс (* ок. 781; † пр. 19 февруари 834) от род Робертини, син на граф и херцог Роберт II фон Хеспенгау († 12 юли 807). Те имат децата:
- Гунтрам († ок. 837), граф във Вормсгау (834 – 837).
- Еудес († 1 август 871), граф на Шатеодун, граф на Троа, граф на Блоа
- Роберт Силни († 866), маркграф на Неустрия, синовете му Одо и Робер I стават крале на Западното франкско кралство
- Ода, омъжена за Валахо IV (Вало), граф във Вормсгау († пр. 891)
- Адалем I († сл. 6 март 870), граф на Лаон
- дъщеря, омъжена за граф Мегингоц I фон Вормсгау († сл. 876)
- Вилдрут, омъжена за граф Аледрам I от Троа